# DJ Encore
DJ Encore (nascido como Andreas Bang Hemmeth em 1979), é um DJ e produtor dinamarquês, conhecido por seu hit "I See Right Through to You", com a participação da vocalista Engelina, que foi usado como abertura do Big Brother Denmark em 2001 e chegou ao topo da parada dinamarquesa, além de chegar à 15ª colocação na Hot Dance Club Songs.
Em 2003, ele coescreveu  e coproduziu o hit ouro "Steppin' Out", lançado por Laze, que chegou ao topo da Danish Singles Chart.